# Hr.Ms. Borndiep (1946)
De Hr.Ms. Borndiep (MV 34, A 905) was een Nederlandse mijnenveger van de Borndiepklasse, vernoemd naar het Friese water Borndiep, tussen de waddeneilandenen Terschelling en Ameland. Het schip is als YMS-210 van de YMS-klasse gebouwd door de Amerikaanse scheepswerf Robert Jacob Inc. uit City Island. Na het afronden van de bouw is het schip direct overgedragen aan de Britse marine waar het dienst heeft gedaan als BYMS 2210. In 1946 is het schip overgedragen aan de Nederlandse marine waar het tot 1962 dienst heeft gedaan.